# Centro Europeo de Documentación e Información
El Centro Europeo de Documentación e Información (CEDI, en francés: Centre européen de documentation et d'information) se crea en 1952, a sugerencia del director del Instituto de Cultura Hispánica (ICH) de aquel entonces, Alfredo Sánchez Bella, con ocasión del primer congreso en Santander (Cantabria). Bajo la dirección del CEDI se proponen juntar las distintas corrientes cristiano-conservadoras que se han ido constituyendo en los diferentes países de Europa occidental en el contexto de la reconstrucción europea de la posguerra, el inicio de la Guerra fría y la integración europea que va surgiendo. A finales de los años 50 y en los 60, el CEDI se convierte, casi desapercibido por la opinión pública, en un foro de contactos trascendental de la política europea. 

## Trasfondo
Con el CEDI, el régimen español de Franco consiguió crear un foro que permitiera a altos representantes de la política, de las Fuerzas Armadas, la economía y el ámbito cultural a establecer vínculos con círculos conservadores de otros países de Europa occidental. Bajo el pretexto de un intercambio cultural y bajo el signo de una cohesión «occidental», el CEDI apuntó a una inclusión política, militar y económica de España en el proceso de integración europea que empezaba a surgir.

## Organización y miembros
En los congresos del CEDI, que tuvieron lugar todos los años, casi siempre en España y frecuentemente en El Escorial, se reunieron gran número de mandatarios provenientes de círculos conservadores. 
Entre los españoles, además de Sánchez Bella, los personajes principales eran Alberto Martín Artajo, el Marqués de Valdeiglesias, Manuel Fraga Iribarne, Joaquín Ruiz-Giménez y Luis Sánchez Agesta. Entre los integrantes de otros países destacan Otto von Habsburg, primer presidente del CEDI y más tarde presidente de honor, y los alemanes Hans-Joachim von Merkatz, Richard Jaeger, Eugen Gerstenmaier, Otto B. Roegele, el príncipe Georg y su hermano el conde Alois von Waldburg-Zeil. Igualmente hay que mencionar a los franceses Edmond Michelet, el conde François de la Noë y Michel Habib-Deloncle, también al Chevalier Marcel de Roover de Bélgica y a Arvid Fredborg de Suecia. En el transcurso de los años Georg von Gaupp-Berghausen, secretario general y más tarde presidente del CEDI, se fue convirtiendo cada vez más en la cabeza organizadora e igualmente programática del Centro.